# روبرت جي
روبرت جي (بالإنجليزية: Robert Gee)‏ هو ضابط وسياسي بريطاني (وحمل سابقاً جنسية المملكة المتحدة لبريطانيا العظمى وأيرلندا)، ولد في 7 مايو 1876 في ليستر في المملكة المتحدة، وتوفي في 2 أغسطس 1960 في برث في أستراليا. حزبياً، نشط في حزب المحافظين. في الانتخابات الفرعية في مجلس العموم البريطاني ‏، انتخب عضو برلمان المملكة المتحدة الـ31 عن دائرة وولوتش الشرقية ‏ (2 مارس 1921 – 26 أكتوبر 1922) وفي الانتخابات العامة في المملكة المتحدة 1924 ‏، انتخب عضو برلمان المملكة المتحدة الـ34 عن دائرة بوسوورث (29 أكتوبر 1924 – 9 مايو 1927).